# Ida Sand
Ida Kristina Sandlund, även känd under artistnamnet Ida Sand, född 5 november 1977 i Stockholm, är en svensk jazzsångare och pianist.
Ida Sand utbildade sig på Musikhögskolan i Göteborg. Hon skivdebuterade som gästartist på Nils Landgrens Christmas with My Friends 2006 och utkom året därpå med sitt första soloalbum, Meet Me Around Midnight. Säsongen 2006/07 spelade hon keyboard i På spårets husband. Hon har ett musikaliskt samarbete med Viktoria Tolstoy och Nils Landgren.
Ida Sand är gift med gitarristen Ola Gustafsson och dotter till operasångaren Staffan Sandlund.

## Diskografi
- 2007 – Meet Me Around Midnight (ACT)
- 2009 – True Love (ACT)
- 2011 – The Gospel Truth (ACT)
- 2015 – Young at Heart (ACT)